# Waltari (langobarder)
 For alternative betydninger, se Waltari. (Se også artikler, som begynder med Waltari)
Waltari (? – 547) var en langobardisk konge af slægten Leting der regerede fra 539 til 546. Han var søn af den forrige konge Wacho med hans tredje kone Silinga, som var datter af herulernes konge Rudolf. Han blev kronet mens han stadig var barn og kongemagten blev administreret af Audoin. Den byzantinske historiker Procopius fortæller at han døde af sygdom, men lige sandsynligt er det at Audoin fik ham dræbt før han blev voksen for at sikre tronen for sig selv. Waltari blev derved den sidste konge i slægten Lething.